# Deradjat
Derajat és una regió del modern Pakistan situada entre el riu Indus a l'est i les muntanyes Sulayman a l'oest, amb els districtes de Dera Ismail Khan i Dera Ghazi Khan. El nom deriva del plural persa de la paraula índia "dera" (tenda o campament); vol dir "País de les tres deras" (Dera Ismail Khan, Dera Ghazi Khan i Dera Fath Khan) fundades per caps balutxis al segle xvi. La població actual és de majoria paixtu (al sud majoria balutxi).
Es va crear el 1849 com una divisió (sota un comissionat) del Panjab, formada pels districtes de Dera Ismail Khan, Dera Ghazi Khan i Bannu, amb una superfície de 45.794 km² i població d'1.137.571 habitants (1881) repartida en 1809 pobles. La divisió fou reorganitzada el 1901 quan el districte de Dera Ismail Khan va quedar dins la Província de la Frontera del Nord-oest, i la resta de la divisió dins els Panjab, per ser abolida poc després quedant com un nom regional.

## Història
Els balutxis van emigrar a la zona al segle xv. El sobirà langah de Multan, Sultan Hul, que no podia conservar els territoris més enllà de l'Indus, els va donar com djagir (feu) al cap balutxi Malik Sohrab Dodai. Els seus fills Ismail i Fath Khan van fundar dues ciutats (Dera Ismail Khan i Dera Fath Khan). Un altre cap balutxi, Hadjdji Khan, cap de la tribu dels miranis, també al servei dels langah, es va fer independent en alguns territoris en el regnat de Mahmud (net de Sultan Husayn) i va fundar Dera Ghazi Khan (del nom del seu fill Ghazi). Hadjdji va morir el 1494. Els miranis (que dominaven alguns territoris a l'est de l'Indus a l'actual districte de Muzaffargarh) van entrar en conflicte amb els nahars, que dominaven els territoris al sud de l'Indus (amb frontera al nord de Rajanpur)
Quan Baber va conquerir l'Índia, els miranis se li van sotmetre. A la mort de Baber, Deradjat va esdevenir dependència del domini del seu fill Kamran Mirza de Kabul. Sota Humayun l'emigració balutxi es va incrementar i van acabar expulsant als nahars més cap al sud. Finalment totes les tribus balutxis van reconèixer la supremacia dels sobirans miranis que portaven el títol de nababs i residien a Dera Ghazi Khan. Portaven alternativament el nom d'Haddji i de Ghazi. A Dera Ismail Khan governaven el balutxis de la tribu Hot (portaven el nom d'Ismail Khan) com a vassalls (dominaven també a Darya Khan i Bhakkar a l'est de l'Indus). Els miranis van perdre la seva hegemonia al segle xviii davant els Kalhora de Sind.
El 1739 Nadir Shah va derrotar els mogols i va dominar el territori a l'oest de l'Indus. el wazir dels Miran, Mahmud Khan Gujar, fou nomenat el seu governador a Dera Ghazi Khan, supeditat al sobirà Kalhora, també vassall de Nadir. Mahmud Khan Gujar fou succeït pel seu nebot, però aquest fou mort el 1779 i els durranis llavors van nomenar governadors directament durant 32 anys. Mentre el cap balutxi dels Hot a Dera Ismail Khan fou deposat el 1770 i els seus territoris administrats també directament per Kabul. El 1794 Humayun Shah va intentar expulsar a Zaman Shah Durrani del seu regne però fou derrotat i va caure en mans de l'afganès Muhammad Khan Sadozai, governador del Sind-Sagar Doab. En recompensa Zaman Shah li va cedir Dera Ismail Khan, on Muhammad Khan Sadozai es va estanlir i va residir a Mankera.
El seu gendre Hafiz Ahmad Khan (successor en nom d'un net menor d'edat), es va rendir a Mankera a Ranjit Singh de Lahore el 1821; al mateix temps els sikhs van imposar tribut als caps de Tank (Sarwar Khan) i de Sagar, i van ocupar Dera Fateh Khan. Hafiz es va poder retirar a Dera Ismail Khan, on ell primer i després el seu fill Muhammad Khan, van romandre independents fins al 1836 quan Nao Nihal Singh va deposar el segon i va nomenar a Diwan Lakhi Mal amb títol de kardar. Diwan Lakhi Mal va morir el 1843 i el va succeir el seu fill Diwan Dawlat Raj que tenia el suport del sardars paixtus de Multan. Se li va oposar Malik Fath Khan Tiwana, que va aconseguir el nomenament com a kardar del sikh Durbar Singh. La guerra entre els dos aspirants va durar fins al 1847 quan Diwan, que en aquell moment dominava, fou deposat per recomanació de Herbert Edwards, que va nomenar com a kardar al general Van Cortlant. El 1849 el Deradjat fou annexionat pels britànics.